# Франкстон
Городская территория Франкстон (англ. The City of Frankston) — район местного самоуправления в штате Виктория, Австралия, расположенный в южном пригороде Мельбурна. Занимает территорию 131 квадратный километр. По оценке на 2009 год население Франкстона составляло 128 576 человек.

## Этимология названия
Название городской территории повторяет название города Франкстон, являющегося её основной частью.

## География
Городская территория расположена на восточном берегу залива Порт-Филлип и граничит с севера с городской территорией Кингстон и городской территорией Большой Данденонг, на востоке с городской территорией Кейси, на юге с графством Морнингтон-Пенинсула. Границы городской территории в основной части определяются шоссе Ил Рэйс и Томпсонс на севере шоссе Данденонг-Гастингс и на юге шоссе Бакстер-Турадин, Гольф Линкс и Хамфрис.

## История
Городская территория Франкстон была создана в 1994 году из частей трёх ликвидированных муниципальных образований: всей бывшей городской территории Франкстон за исключением района Маунт Элиза; районов Каррум Даунс, Лангваррин и Скай городской территории Кранборн, а также части района Каррум Даунс городской территории Спрингвейл.
В 1860 году основная часть городской территории была включена в округ Морнингтон, который в 1871 году стал графством, а в 1893 году переименован в графство Франкстон и Гастингс, при этом его западная часть выделилась в графство Морнингтон, которое затем было включено в графство Морнингтон-Пенинсула. 19 октября 1960 года графство Франкстон и Гастингс было разделено на две части, при этом западные районы остались в графстве Франкстон, а восточные районы образовали графство Гастингс.
Официально городской территорией Франкстон был объявлен 24 августа 1966 года.
В 1993 году правительство штата объявило о проведении программы по укрупнению муниципалитетов. Большинство изменений вступило в силу 15 декабря 1994 года. Большинство муниципалитетов были ликвидированы и вместо них были созданы новые.

## Транспорт
Общественные пассажирские перевозки осуществляются четырьмя автобусными и тремя железнодорожными компаниями. Функционирует прямой шаттл в аэропорт Мельбурна.

## Культура
В библиотеке Франкстона проводится ряд семинаров и встреч с писателями в рамках Мельбурнского фестиваля писателей.
В марте проводится ежегодная Фиеста Вентана, небольшой фестиваль латиноамериканской, португальской и испанской культур, включающий показ кинофильмов, концерты, выставки, лекции, презентации книг и танцевальные вечера.
Во Франкстоне имеются две публичные библиотеки: Каррум Даунс и Франкстон.

## Районы и населённые пункты
- район Каррум Даунс
- город Франкстон
- район Северный Франкстон
- район Южный Франкстон
- посёлок Карингал
- посёлок Южный Лангваррин
- район Лангваррин
- посёлок Сандхёрст
- район Сифорд
- район Скайе

## Города — побратимы
- Сусоно, Сидзуока, Япония (с 1982 года)[7]